# Slag bij Ferrybridge
De Slag bij Ferrybridge was een korte schermutseling van de Rozenoorlogen, een serie van burgeroorlogen tussen het Huis Lancaster en het Huis York om de troon van Engeland. De feiten vonden plaats op 28 maart 1461, voorafgaand aan de Slag bij Towton
Nadat hij zichzelf tot koning van Engeland had uitgeroepen, rukte Eduard IV noordwaarts op naar de rivier Aire in Yorkshire waarachter de Lancasters hun troepen hadden opgesteld. Richard Neville, graaf van Warwick, leidde de voorhoede en stak de rivier bij Ferrybridge over, maar niet voordat hij de gaten in de door de Lancasters vernielde brug had gedicht. Warwick verloor tijdens het oversteken veel man aan het koude water en aan de pijlen die de vasthoudende Lancasters op de overstekende troepen lieten neerdalen. Na de oversteek slaagden de Yorkisten erin om de Lancasterse troepenmacht te verdrijven, de brug fatsoenlijk te repareren en een kamp op te slaan ten noorden van de rivier.
De volgende morgen werden Warwick en zijn troepen door een hinderlaag onder leiding van baronnen Clifford en Neville de Raby verrast. De verraste troepen van Warwick waren verward en leden veel verliezen. Warwicks tweede man, Lord FitzWalter raakte dodelijk gewond en zijn broer, graaf Salisbury kwam om het leven. Ook Warwick zelf werd door een pijl in zijn been geraakt.
Na de slag arriveerde Eduard met de hoofdmacht en samen met Warwick keerde hij naar de brug terug, maar ontdekte dat de Lancasters de brug weer vernield hadden. Warwick stuurde zijn oom, Lord Fauconberg, met de Yorkse cavalerie stroomopwaarts waar deze een voorde overstak en de achtervolging op Clifford inzette. In het zicht van de hoofdmacht leverde Fauconberg fel strijd met Clifford. Clifford had het halsstuk van zijn harnas verwijderd, wat ertoe leidde dat hij dodelijk gewond raakte toen hij door een pijl in zijn hals geraakt werd.